# 班贝格主教座堂

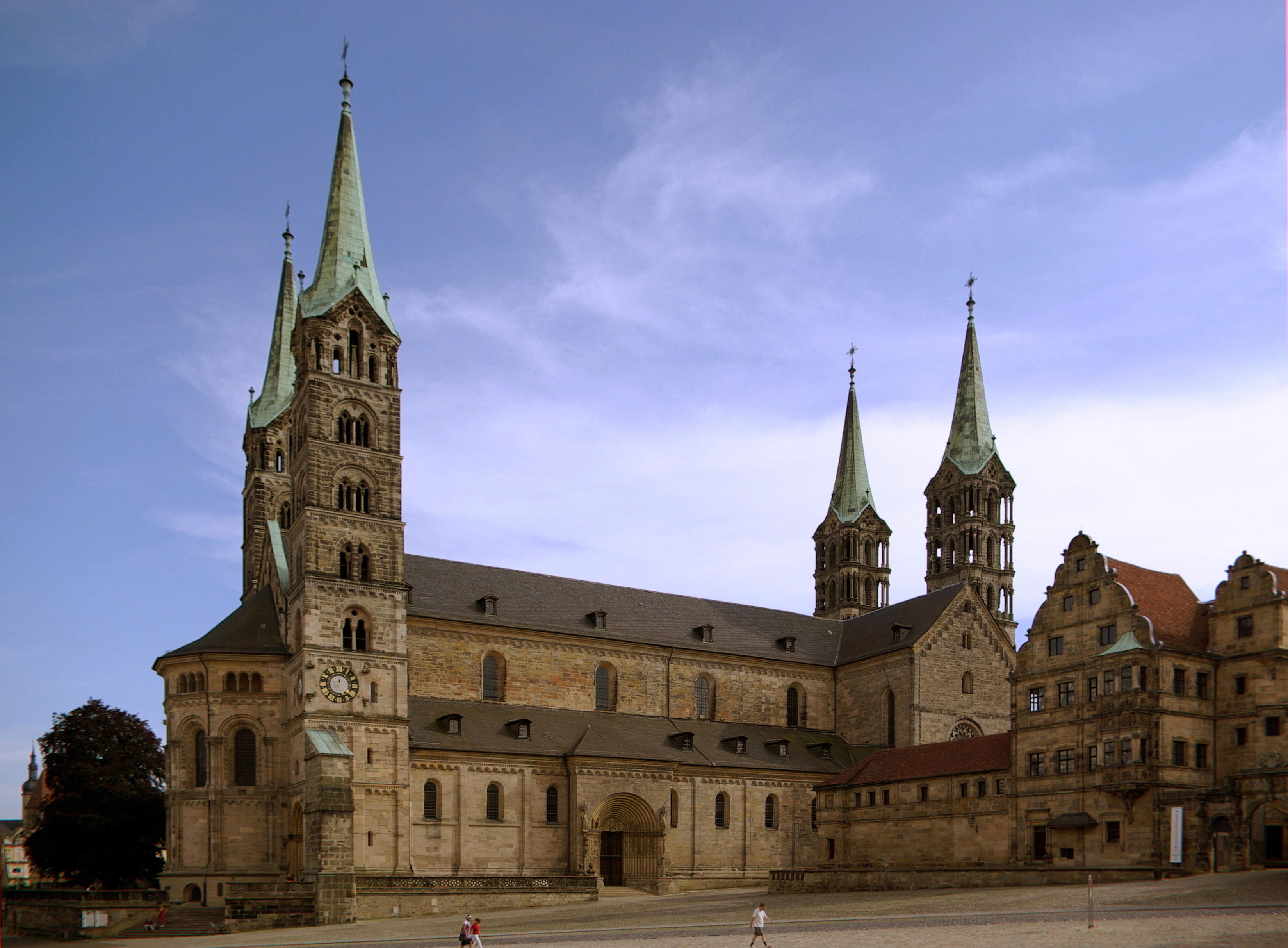
班伯格主教座堂

 班伯格主教座堂，全名班伯格聖伯多祿與聖喬治主座教堂（Bamberger Dom St. Peter und St. Georg），位在德國班伯格，由德意志國王亨利二世皇帝創建於1004年，1012年5月6日祝聖，曾燒毀過2次，現在的教堂完成於13世紀，為羅馬式建築，有4座莊嚴的塔樓。教堂長94米，寬28米，高26米，鐘樓高81米。教堂憑藉其四座標誌性的塔樓成為老城的象徵。教堂中儲存有1240年的班貝格騎士像，這是一尊樸實無華但無可挑剔的藝術珍品，另外還有克萊門斯二世教皇之墓，這是德國唯一一處教皇墓地，亨利二世皇帝於1024年去世，與他的妻子也一同葬在教堂裡，教堂裡的老法衣是亨利二世皇帝的長袍。教堂有一個王子拱型門建築，入口處有12先知與使徒的雕像及最後的審判的雕塑。

## 照片库

班贝格主教座堂 - Bamberger Dom
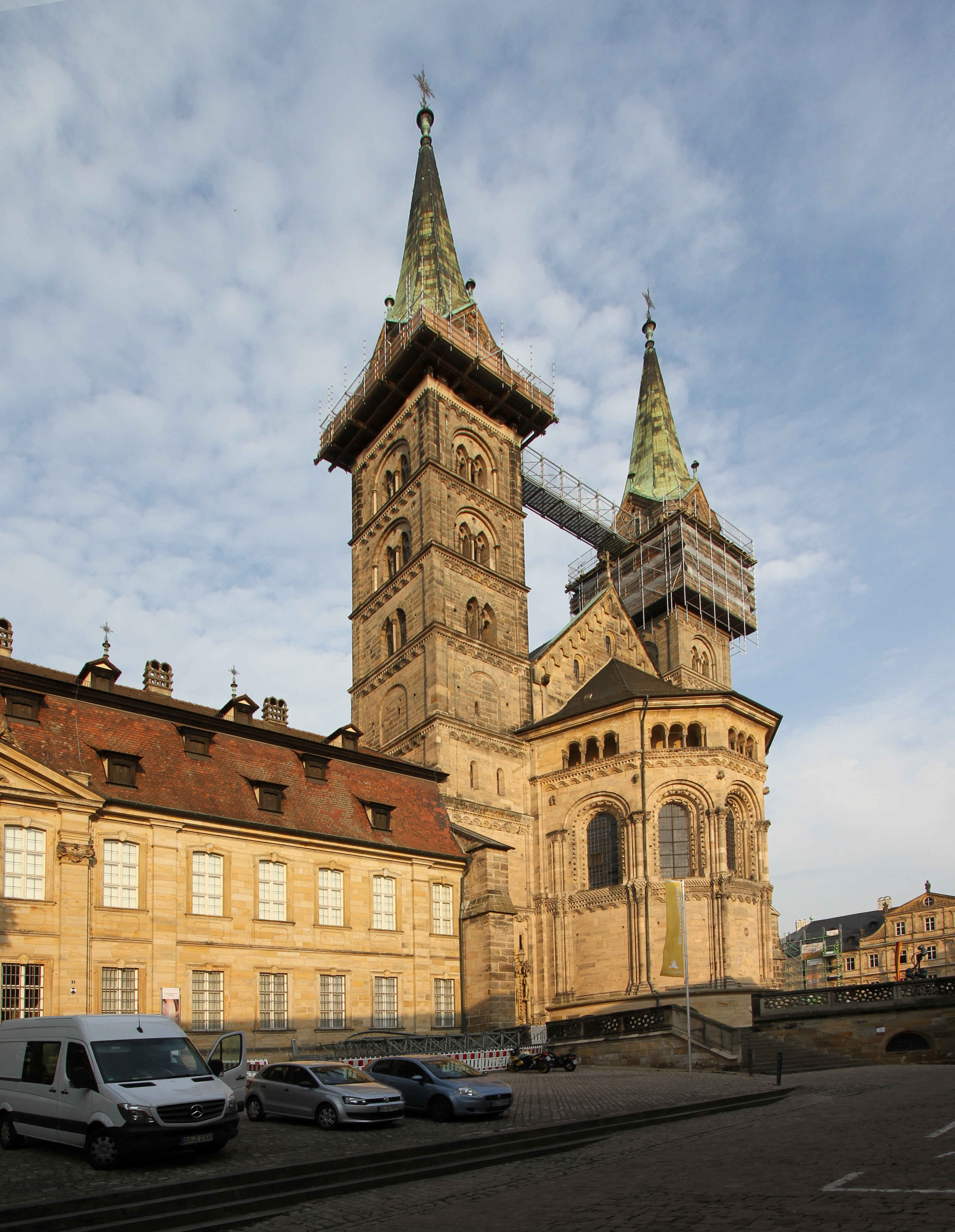
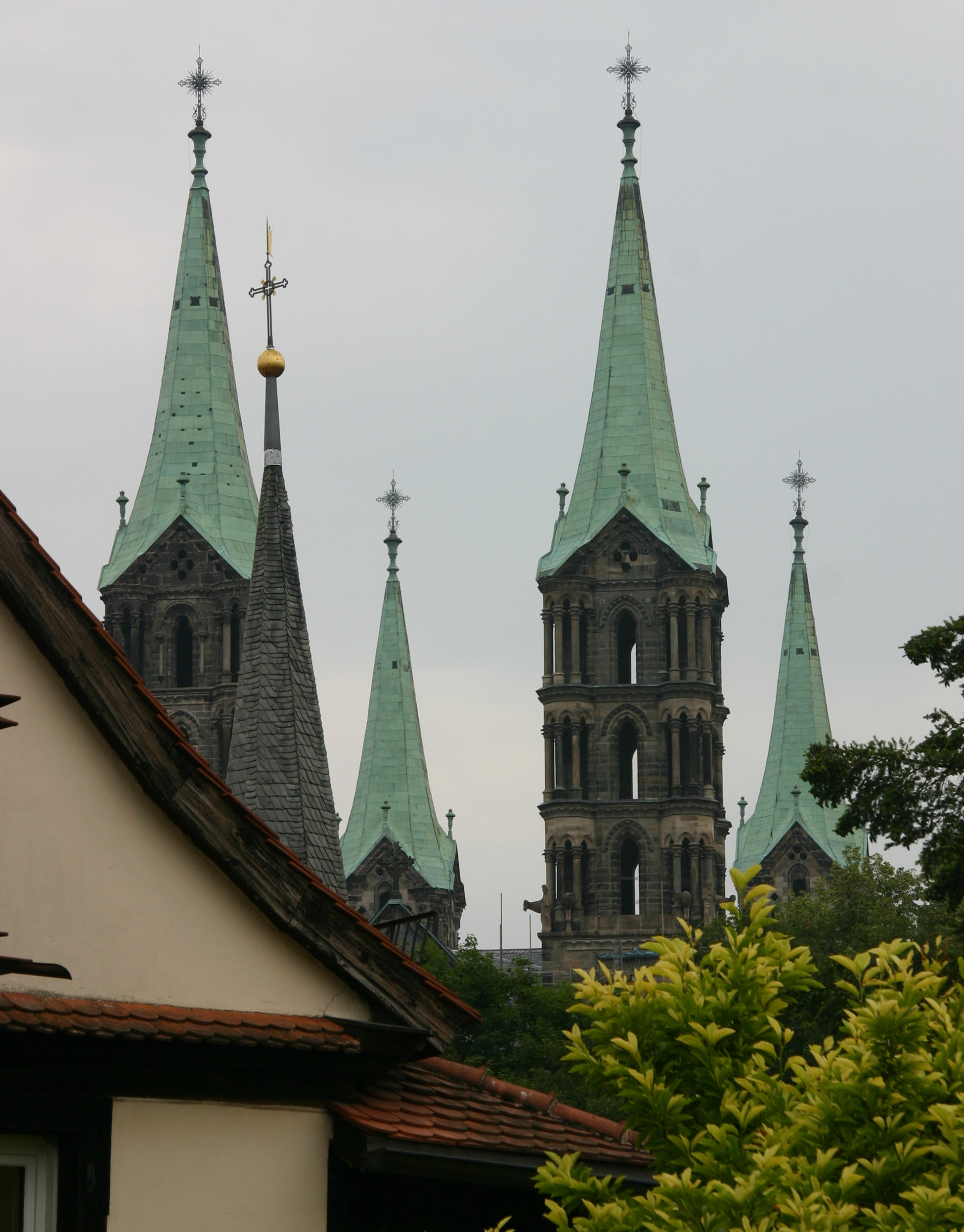
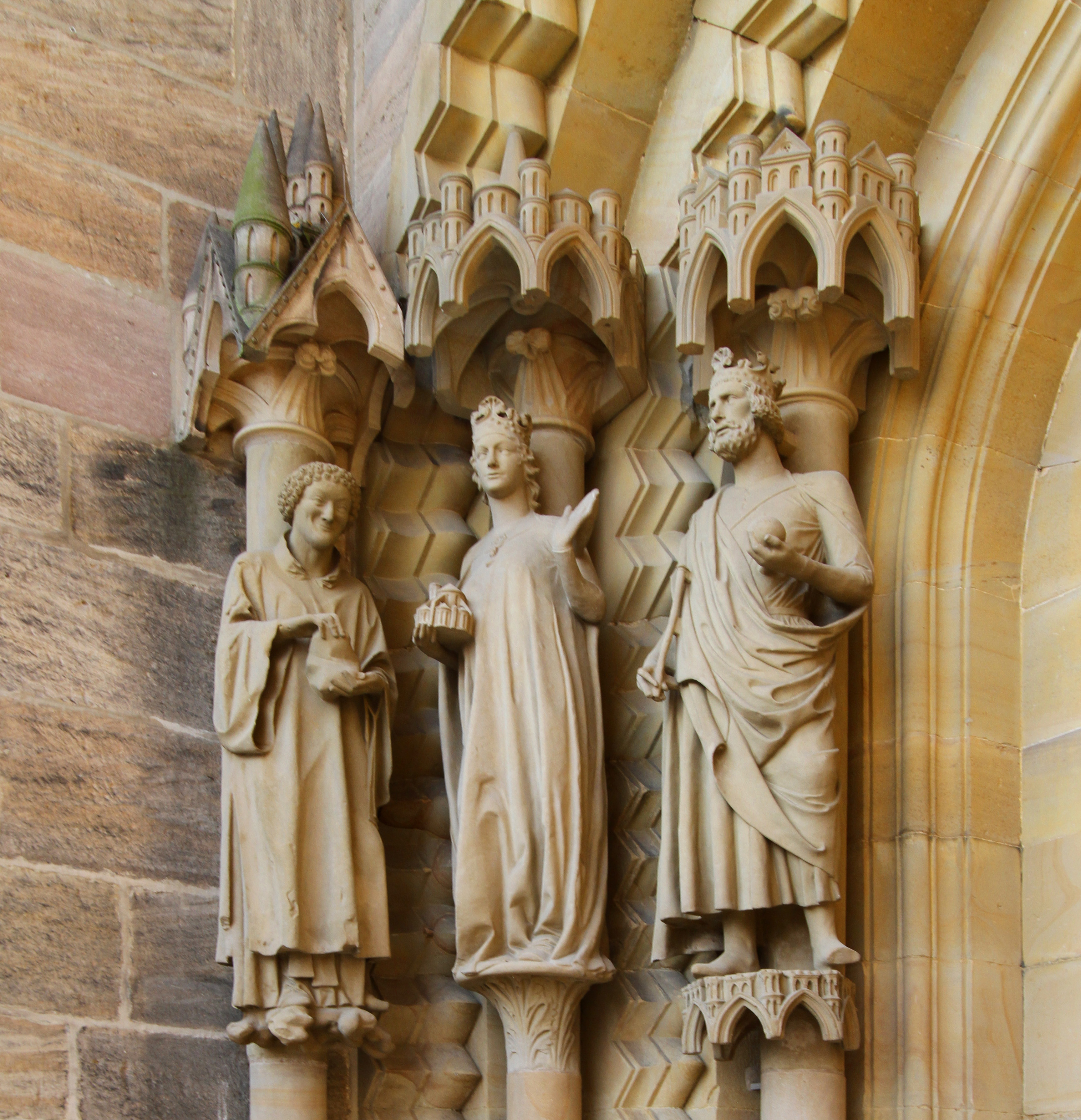
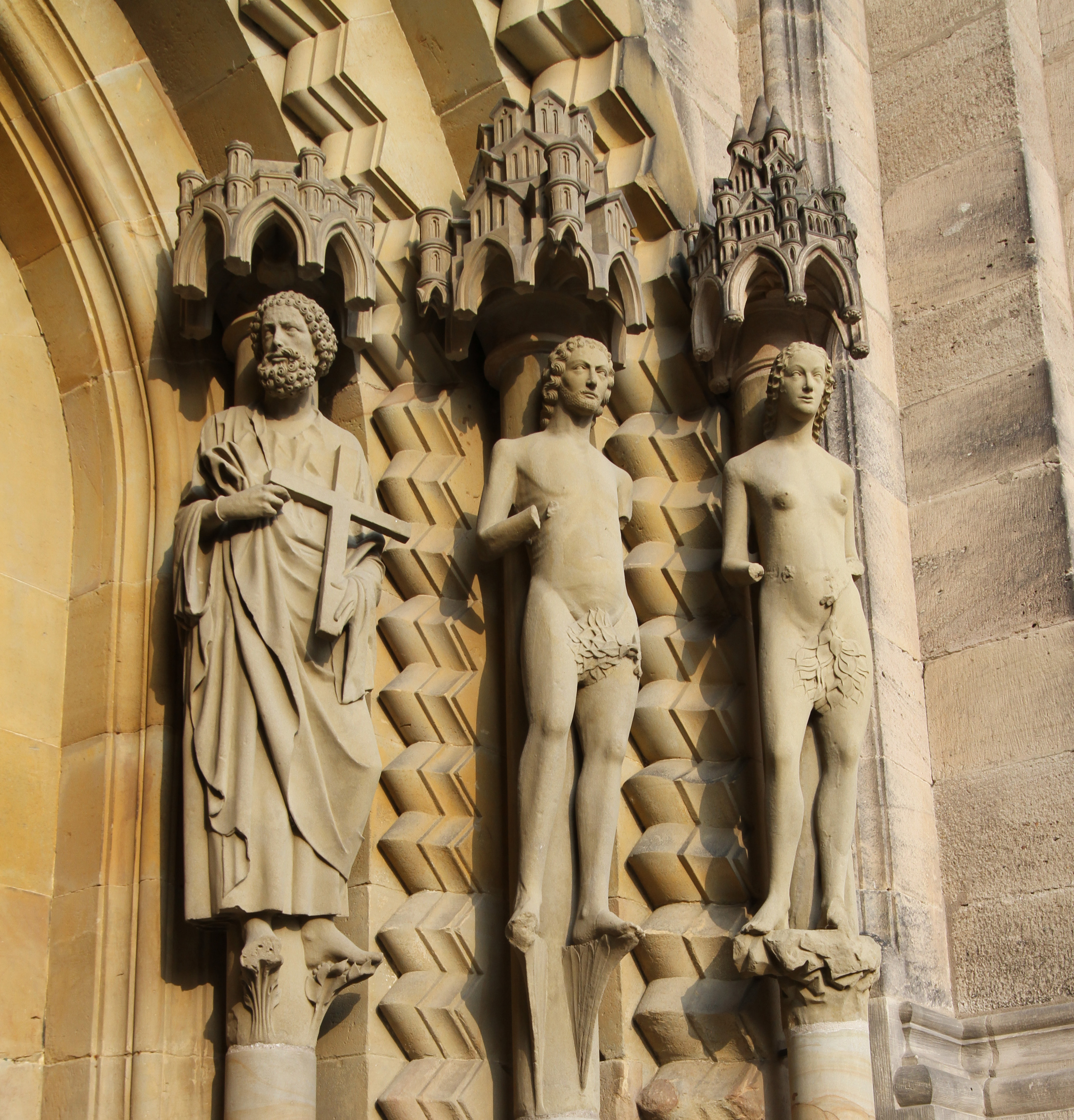
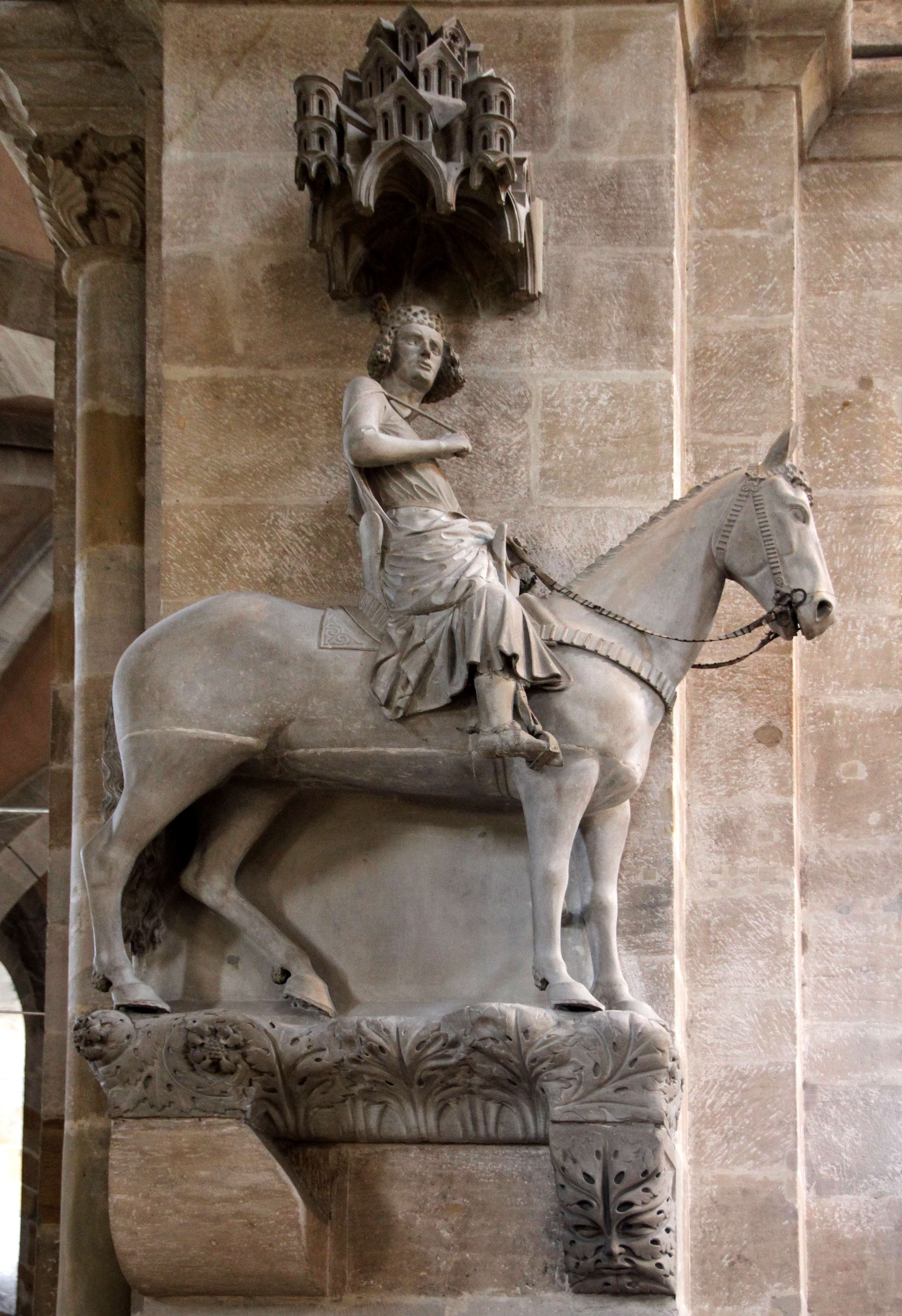
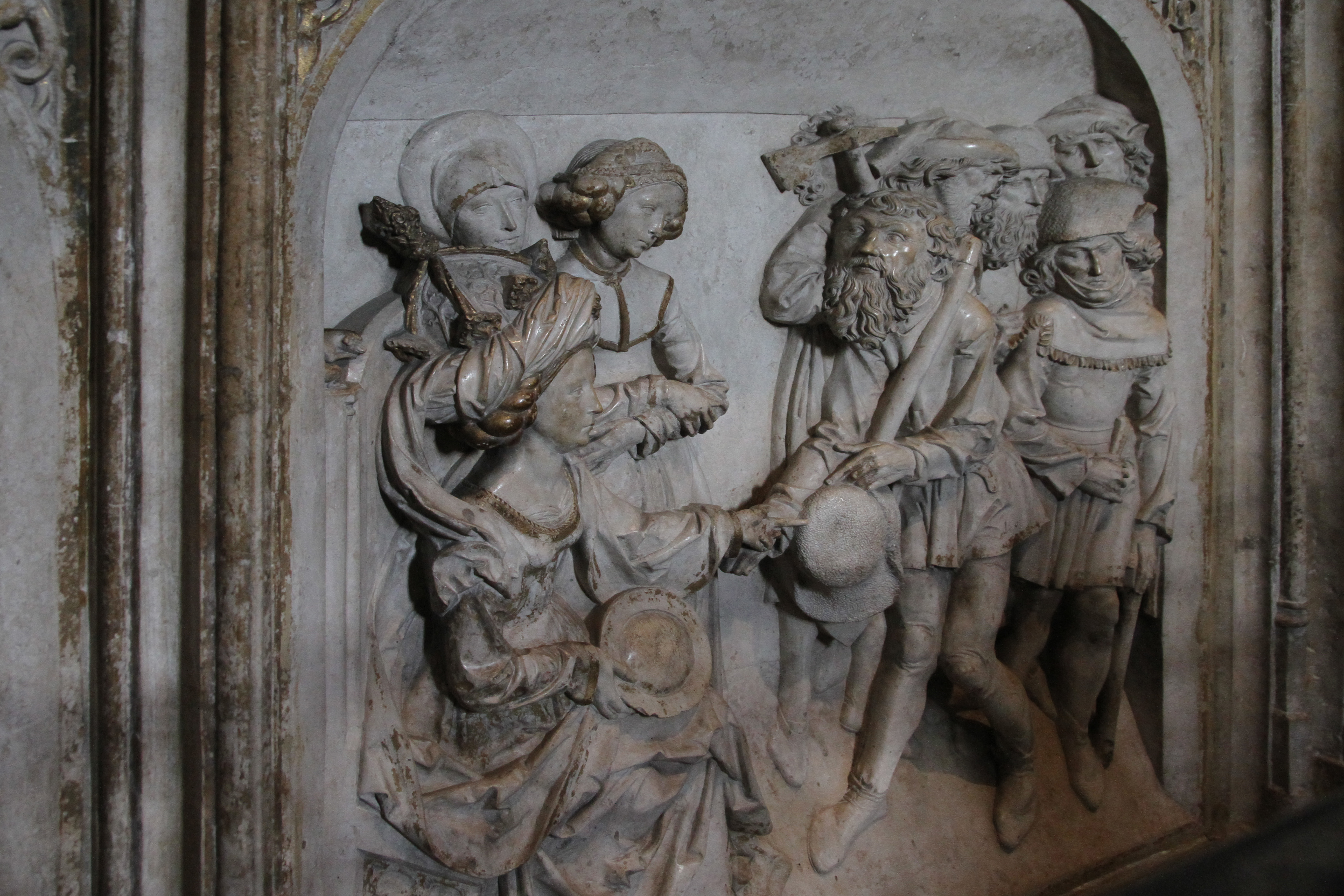
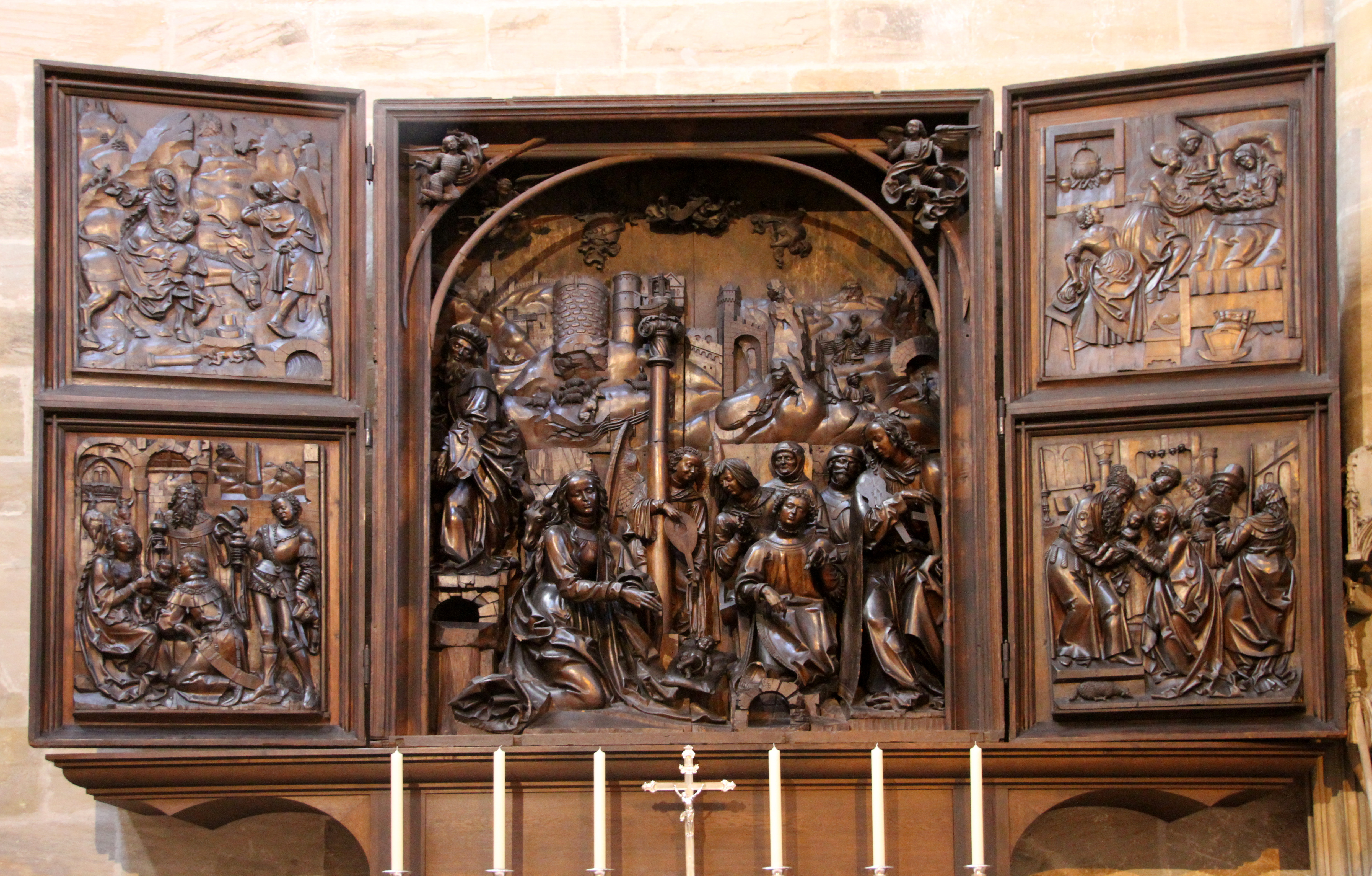
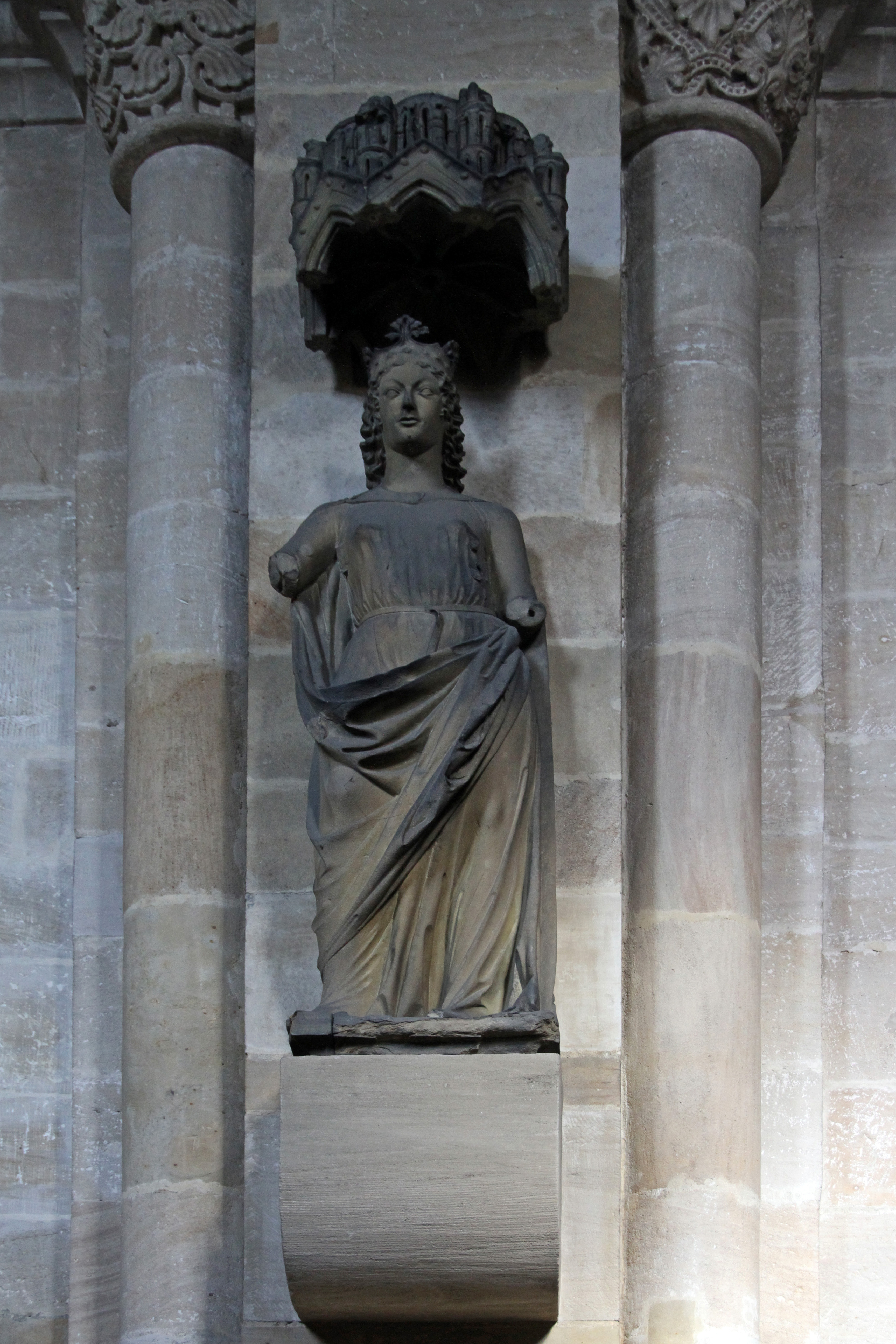